# Carmíneo Nicolás Caracciolo
Carmíneo Nicolás Caracciolo, quinto príncipe de Santo Buono, grande de España (Castillo de Bucchianico, 5 de julio de 1671 - Madrid, 26 de julio de 1726) fue Virrey español del Perú, del 5 de octubre de 1716 al 26 de enero de 1720.

## Biografía
Fue hijo de Marino Caracciolo, cuarto Príncipe de Santo Buono, y de su esposa, Doña Juana Caracciolo de Príncipe de Torella. Ambos progenitores pertenecían a la dinastía Caracciolo. Es ancestro de la que fue reina consorte de España entre 1871 y 1873, María Victoria dal Pozzo de la Cisterna, primera mujer de Amadeo de Saboya.
Contó con los títulos de príncipe de Santo Buono, duque de Castel di Sangro, VIII marqués de Bucchianico, conde de Capracotta y Schiavi, barón de Castiglione, Fraine, Belmonte, Roccaspinalveti, Monteferrante, Lupara, Calcasacco delle Fraine, Moro, San Vito, Roccaraso, Frisa, Fresagrandinaria, Castel Collalto y Gaudioso. Su nobleza se veía realzada por ser caballero de la Orden del Toisón de Oro, patricio napolitano y gran senescal del reino de Nápoles.
Su nombre se registra de varias maneras diferentes, incluyendo Carmine Nicola Caracciolo, Carmine Niccolo Caracciolo, Carmine Nicolás Caracciolo y Carmino Nicolás Caracciolo.
Carmine Caracciolo era descendiente de una antigua familia noble de Nápoles y fue un Príncipe del Sacro Imperio Romano Germánico. Tanto su padre como su madre eran de la dinastía Caracciolo. Él fue exiliado de Nápoles en el 1707 cuando pasó a la Corona de Austria, porque fue un defensor de los Borbones. Sus bienes fueron confiscados. Un culto hombre de letras, fue embajador en Roma y Venecia (1702). Se casó con Donna Juana Constanza Ruffo dei Duchi di Bagnara. Tuvieron varios hijos.
Fue el primer italiano en ser nombrado Virrey del Perú. Esto ocurrió en 1713, aunque tardó algún tiempo en viajar a América. Llegó a Cartagena de Indias durante la guerra del Conde de Vega Florida, donde llegó a ser consciente de la corrupción en la política y el comercio del virreinato. Él trajo consigo las órdenes de la Corona para poner fin al contrabando francés, algo que fue protegido y alentado por sus predecesores inmediatos.
Entró en Lima y tomó posesión de su cargo el 5 de octubre de 1716. Para celebrar su llegada, el polígrafo Pedro Peralta y Barnuevo publicó un panegírico en su honor, al igual que José Bermúdez de la Torre y Solier: El sol en el zodíaco. Ambos son extravagantes en sus elogios para el nuevo virrey.
En 1717, el Virreinato de Nueva Granada se creó en el norte del Perú, a partir de las audiencias de Santafé de Bogotá, Quito y Panamá. Sin embargo, este establecimiento solo duró hasta 1724. Durante su corta existencia, el virrey príncipe de Santo Buono, mostró su apoyo y conformidad desde el Perú a la creación del nuevo virreinato.

"[…] celebrado más que otro alguno esta tan acertada resolución de su majestad […] y asimismo me ha debido el mayor alborozo la noticia de haberse valido su majestad de un ministro de tanto celo y experiencia como V. E. [—Antonio de la Pedrosa—] para un negocio de tanta gravedad e importancia, por los grandes aciertos que asegura en su real servicio tan acertada elección, como lo publican las noticias que llegan a estas partes de la sabia y prudente conducta de V. E. a quien doy muy repetidas enhorabuenas."

Ante las inconformidades, el Rey de España emitió primeramente la real cédula del 29 de abril de 1720, por el que se ordenaba que el distrito quiteño volviera a reintegrarse con el Virreinato del Perú y que su Audiencia fuera restablecida sin dependencia de la Real Audiencia de Santafé de Bogotá. Finalmente, los territorios fueron devueltos al Virreinato del Perú en 1724. El Virreinato de Nueva Granada se restableció sobre una base más permanente en 1734.
Entre los acontecimientos notables de su administración, se encuentran los siguientes. Fue incapaz de detener el contrabando. Durante su administración, hizo que muchos misioneros convirtiesen en la montaña, y se fundó el Colegio de Ocopa. Una epidemia afectó a 60 000 indígenas. Una real orden prohibió el marcado de los esclavos negros. Debido a los abusos de los encomenderos por el sistema de mita, Caracciolo solicitó su abolición, aunque el rey decidió no actuar pese a sus recomendaciones.
El 15 de agosto de 1719, se produjo el primer eclipse total de Sol registrado en Lima desde la conquista española, justo antes de mediodía. El eclipse inspiró posteriormente procesiones de penitentes.
Se desempeñó como virrey hasta 1720. Falleció en Madrid, el 26 de julio de 1726. Su cuerpo fue trasladado a Nápoles y enterrado en la Iglesia de San Pedro en Majella.
| Predecesor: Diego Morcillo Rubio de Auñón | Virrey del Perú 5 de octubre de 1716 – 26 de enero de 1720 | Sucesor: Diego Morcillo Rubio de Auñón |